# Leukotriene

LTA_{4} Lưu ý bốn liên kết đôi, ba trong số chúng liên hợp với nhau. Đây là điểm chung của A_{4}, B_{4}, C_{4}, D_{4} và E_{4}

Leukotriene là một nhóm các chất trung gian gây viêm họ eicosanoid được sản xuất trong bạch cầu nhờ quá trình oxy hóa acid arachidonic (AA) và acid béo thiết yếu là acid eicosapentaenoic (EPA) bởi  enzyme arachidonate 5-lipoxygenase.
Leukotriene sử dụng tín hiệu lipid để truyền đạt thông tin tới tế bào sản xuất chúng (truyền tín hiệu tự tiết) hoặc tế bào lân cận (truyền tín hiệu cận tiết) để điều chỉnh đáp ứng miễn dịch. Việc sản xuất leukotriene thường đi kèm với việc sản xuất histamine và prostaglandin, cũng hoạt động như chất trung gian gây viêm.

LTB_{4}

Một trong những vai trò của chúng (cụ thể là leukotriene D4) là kích hoạt cơ các cơ trơn thành phế quản; sản xuất quá nhiều leukotrine chính là nguyên nhân chính gây viêm ở bệnh hen suyễn và viêm mũi dị ứng.  Thuốc đối kháng leukotriene được sử dụng để điều trị các rối loạn này bằng cách ức chế sản xuất hoặc hoạt động của các leukotriene.

## Lịch sử

LTC_{4} là một cysteinyl leukotriene, giống như D_{4} và E_{4}.

Cái tên leukotriene, được giới thiệu bởi nhà hóa sinh người Thụy Điển Bengt Samuelsson năm 1979, là xuất phát từ chữ bạch cầu (leukocyte) và triene (chỉ ra ba liên kết đôi của hợp chất). Leukotriene C, "chất kích thích cơ trơn phản ứng chậm" (slow reaction smooth muscle (SRS)-stimulating substance) được mô tả lần đầu khoảng năm 1938 đến năm 1940 bởi Feldberg và Kellaway. Các nhà nghiên cứu đã phân lập được SRS từ mô phổi sau một thời gian dài sau khi cho tiếp xúc với nọc rắn và histamin.
Leukotriene có bán trên thị trường cho cộng đồng nghiên cứu.

## Phân loại

### Cysteinyl leukotriene
LTC4, LTD4, LTE4 và LTF4 thường được gọi là các cysteinyl leukotriene do sự hiện diện của amino acid cysteine trong cấu trúc của chúng. Các cysteinyl leukotriene tạo nên chất phản ứng chậm của sốc phản vệ (SRS-A). LTF4, như LTD4, là một chất chuyển hóa của LTC4, nhưng, không giống như LTD4, thiếu chất lắng glutamic của glutathione, LTF4 lại thiếu chất lắng glycine của glutathione.

### LTB4
LTB4 được tổng hợp in vivo (trong cơ thể sống) từ LTA4 bằng enzyme LTA4 hydrolase. Chức năng chính của nó là để phục hồi bạch cầu trung tính vào các vùng tổn thương mô, mặc dù nó cũng giúp thúc đẩy việc sản xuất các cytokine viêm từ các tế bào miễn dịch khác nhau. Thuốc ngăn chặn các tác động của LTB4 đã cho thấy một số hiệu quả trong việc làm chậm tiến triển của các bệnh liên quan đến bạch cầu trung tính.

### LTG4
Cũng đã có giả định về sự tồn tại của LTG4, một sản phẩm chuyển hóa của LTE4, trong đó phần cysteinyl đã bị oxy hóa thành một acid alpha-keto (tức là - cysteine đã được thay thế bởi một pyruvate), nhưng rất ít thông tin về leukotriene giả định này.

### LTB5
Đây là leukotriene có nguồn gốc từ acid béo eicosapentanoic omega-3 (EPA) giúp làm giảm hiệu ứng viêm. LTB5 gây nên sự tổng hợp các bạch cầu trung tính của chuột, tính hướng hóa của PMN của con người, giải phóng enzyme lysosome từ PMN của con người và tăng cường tiết dịch tương bradykinin, mặc dù so với LTB4, nó có hiệu quả của nó ít hơn 30 đến lần.

## Sinh hóa

### Tổng hợp
Leukotriene được tổng hợp trong tế bào từ acid arachidonic bởi enzyme arachidonate 5-lipoxygenase. Cơ chế xúc tác liên quan đến việc chèn một phân tử oxy ở một vị trí cụ thể trong bộ khung của acid arachidonic.
Con đường lipoxygenase là có mặt trong bạch cầu và các tế bào miễn dịch khác, bao gồm các tế bào phì, bạch cầu ưa acid, bạch cầu trung tính, bạch cầu đơn nhân và bạch cầu ưa kiềm. Khi các tế bào này được kích hoạt, acid arachidonic được giải phóng từ màng phospholipid tế bào bằng phospholipase A2, và được đưa đến cho 5-lipoxygenase bởi protein kích hoạt 5-lipoxygenase (FLAP).
5-Lipoxygenase (5-LO) sử dụng FLAP để chuyển đổi acid arachidonic thành acid 5-hydroperoxyeicosatetraenoic (5-HPETE), tự động bị khử thành acid 5-hydroxyeicosatetraenoic (5-HETE). Các enzyme 5-LO hoạt động trở lại với 5-HETE để chuyển đổi nó thành leukotriene A4 (LTA4), một epoxide không ổn định. 5-HETE có thể được chuyển hóa thành 5-oxo-ETE và 5-oxo-15-hydroxy-ETE, tất cả đều có tác dụng gây viêm tương tự nhưng không giống với LTB4 và trung gian không phải bởi thụ thể LTB4 mà là do thụ thể OXE (xem acid 5-Hydroxyicosatetraenoic và acid 5-oxo-eicosatetraenoic).
Trong các tế bào có enzyme LTA hydrolase, như bạch cầu trung tính và bạch cầu đơn nhân, LTA4 được chuyển thành acid dihydroxy leukotriene LTB4, một chất hóa hướng động mạnh cho các bạch cầu trung tính hoạt động ở các thụ thể BLT1 và BLT2 trên màng tế bào của các tế bào này.
Trong các tế bào có enzyme LTC4 synthase, chẳng hạn như tế bào phì và bạch cầu ưa acid, LTA4 được liên kết với glutathione tripeptide để tạo thành các cysteinyl-leukotriene đầu tiên, LTC4. Bên ngoài tế bào, LTC4 có thể được chuyển đổi bởi các enzyme phổ biến để tạo thành liên tiếp LTD4 và LTE4, giữ lại hoạt tính sinh học.
Các cysteinyl-leukotriene hoạt động ở các thụ thể bề mặt tế bào CysLT1 và CysLT2 trên các tế bào đích để co giãn cơ trơn và mạch máu, tăng tính thấm của các mạch máu nhỏ, tăng cường tiết chất nhầy trong đường hô hấp và ruột, và tuyển chọn bạch cầu cho các vị trí của viêm.
Cả LTB4 và các cysteinyl-leukotriene (LTC4, LTD4, LTE4) đều bị phân giải một phần ở các mô lân cận và cuối cùng trở thành các chất chuyển hóa không chức năng trong gan.

### Chức năng
Leukotriene hoạt động chủ yếu trên một phân họ của các thụ thể kết cặp protein G. Chúng cũng có thể tác động lên các thụ thể hoạt hóa proliferator peroxisome. Leukotriene tham gia vào các phản ứng suyễn và dị ứng và tác động để duy trì các phản ứng viêm. Một số chất đối kháng thụ thể leukotriene như montelukast và zafirlukast được sử dụng để điều trị hen suyễn. Nghiên cứu gần đây chỉ ra vai trò của 5-lipoxygenase trong bệnh tim mạch và bệnh thần kinh.
Leukotriene là tác nhân rất quan trọng trong phản ứng viêm. Một số loại như LTB4 có tác dụng hướng hóa giúp bạch cầu trung tính, và như vậy giúp đỡ để mang đến các tế bào cần thiết cho các mô. Leukotriene cũng có tác dụng mạnh trong co thắt phế quản và tăng tính thấm mạch máu.